# Innenstadt II (Francfort-sur-le-Main)

L'arrondissement (en rouge) au sein de la ville de Francfort-sur-le-Main

Les subdivisions de l'arrondissement

Pour les articles homonymes, voir Innenstadt I (Francfort-sur-le-Main), Innenstadt III (Francfort-sur-le-Main) et Innenstadt IV (Francfort-sur-le-Main).
Innenstadt II ou, en forme longue, Frankfurt-Innenstadt II est un arrondissement de Francfort-sur-le-Main.